# Datu Paglas
Datu Paglas (Bayan ng Datu Paglas) är en kommun i Filippinerna. Kommunen ligger på ön Mindanao, och tillhör provinsen Maguindanao. Folkmängden uppgår till 20 014 invånare.

## Barangayer
Datu Paglas är indelat i 23 barangayer.
| - Alip (Pob.) - Damawato - Katil - Malala - Mangadeg - Manindolo - Puya - Sepaka - Lomoyon - Kalumenga (Kalumanga) - Palao sa Buto - Damalusay | - Bonawan - Bulod - Datang - Elbebe - Lipao - Madidis - Makat - Mao - Napok - Poblacion - Salendab |